# Herman Veenstra
Herman Alex Veenstra (Reggenza di Purworejo, 11 ottobre 1911 – Diemen, 23 aprile 2004) è stato un pallanuotista olandese.
È stato un giocatore di pallanuoto olandese che ha partecipato alle Olimpiadi estive del 1936, conquistando il quinto posto. Ha giocato 5 partite come portiere.